# Madhavan
Cet article porte sur un acteur indien. Pour le syndicaliste et homme politique fidjien du même nom, voir: James Madhavan.
Madhavan, né Ranganathan Madhavan le 1er juin 1970 à Jamshedpur (Inde), est un acteur, scénariste, producteur, réalisateur et animateur de jeux télévisés indien. Il a travaillé dans plus de 50 films comme rôles principaux et de soutien en Tamoul, Télougou, Hindi, Anglais, Malayalam et Kannada.
Madhavan a commencé sa carrière d'acteur sur le petit écran, notamment dans un soap opera  sur Zee TV Banegi Apni Baat en 1996. Il se fait un nom à Kollywood en jouant dans Alaipayuthe, la comédie dramatique de Mani Ratnam. Il obtiendra le Prix Filmfare pour le meilleur début masculin du Sud. Il devient très vite le héros romantique de l'industrie tamoule avec deux films notables Minnale (2001) et Dumm Dumm Dumm (2001).
Il remporte le Tamil Nadu State Film Award du meilleur acteur pour Kannathil Muthamittal (2002), Run (2002) et Anbe Sivam (2003). Il empoche également le Prix Filmfare du meilleur acteur Tamoul dans le second rôle pour Aaytha Ezhuthu (2004).
Au milieu des années 2000, Madhavan a également poursuivi activement une carrière dans les films Hindi, en apparaissant en rôles de soutien dans trois productions à succès, Rang De Basanti (2006), Guru (2007) et 3 Idiots (2009).
Ces films comme Irudhi Suttru (2016), Vikram Vedha (2017) et Rocketry: The Nambi Effect (2022) ont tous été acclamés par la critique et qui lui a valu les prix du meilleur acteur lors des cérémonies de remise des prix.
Madhavan a ensuite travaillé sur son premier film en tant que réalisateur avec Rocketry: The Nambi Effect (2022), un biopic sur le spécialiste indien des fusées Nambi Narayanan.
En plus de sa carrière d'acteur, Madhavan a travaillé en tant qu'écrivain sur ses films, a animé des programmes de télévision et a été un célèbre endosseur de célébrités pour les marques et les produits. Il a également travaillé comme producteur de films, réalisant d'abord Evano Oruvan (2007) avec Leukos Films, avant de créer Tricolor Films pour produire Saala Khadoos (2016),.
Il est connu pour ses activités philanthropiques et promeut diverses causes telles que l'environnement, la santé et l'éducation. Il s'exprime particulièrement sur la protection des animaux et a reçu le prix de la personne de l'année de PETA en 2011. Il a reçu le diplôme honorifique de docteur en lettres de la DY Patil Education Society pour sa contribution aux arts et au cinéma en 2021.

## Biographie
Madhavan est né le 1er juin 1970 à Jamshedpur, Bihar, en Inde, dans une famille de brahmanes tamouls. Son père Ranganathan était cadre de direction chez Tata Steel et sa mère, Saroja, était directrice de la banque de l'inde. Sa sœur cadette, Devika, est ingénieur logiciel. Il a eu une éducation de langue tamoule au Bihar. Il s'est marié à Sarita Birje en 1999 et à un garçon né en 2005.

## Filmographie
| Année | Film                                   | Rôle(s)                | Réalisateur(s)                    | Langue               | Notes                                                                                 |
| ----- | -------------------------------------- | ---------------------- | --------------------------------- | -------------------- | ------------------------------------------------------------------------------------- |
| 1996  | Is Raat Ki Subah Nahin                 | Inconnu                | Sudhir Mishra                     | Hindi                | Rôle non crédité de chanteur de club dans la chanson "Chup Tum Raho"                  |
| 1997  | Inferno                                | Ravi                   | Fred Olen Ray                     | English              |                                                                                       |
| 1998  | Shanti Shanti Shanti                   | Siddhartha             | T. B. Srinivas                    | Kannada              |                                                                                       |
| 2000  | Alaipayuthey                           | Karthik                | Mani Ratnam                       | Tamoul               | Prix Filmfare pour le meilleur début masculin Sud                                     |
| 2000  | Ennavale                               | James Vasanth          | J. Suresh                         | Tamoul               |                                                                                       |
| 2001  | Minnale                                | Rajesh                 | Gautham Menon                     | Tamoul               |                                                                                       |
| 2001  | Dumm Dumm Dumm                         | Aditya                 | Azhagam Perumal                   | Tamoul               |                                                                                       |
| 2001  | Paarthale Paravasam                    | Madhava                | K. Balachander                    | Tamoul               |                                                                                       |
| 2001  | Rehnaa Hai Terre Dil Mein              | Madhav Shastri         | Gautham Menon                     | Hindi                |                                                                                       |
| 2002  | Kannathil Muthamittal                  | Thiruchelvan           | Mani Ratnam                       | Tamoul               | Tamil Nadu State Film Award du meilleur acteur                                        |
| 2002  | Run                                    | Siva                   | N. Lingusamy                      | Tamoul               | Tamil Nadu State Film Award du meilleur acteur                                        |
| 2002  | Dil Vil Pyar Vyar                      | Krish                  | Anant Mahadevan                   | Hindi                |                                                                                       |
| 2003  | Anbe Sivam                             | Anbarasu               | Sundar C.                         | Tamoul               | Tamil Nadu State Film Award du meilleur acteur                                        |
| 2003  | Nala Damayanthi                        | Ramji                  | T. S. B. K. Moulee                | Tamoul               |                                                                                       |
| 2003  | Lesa Lesa                              | Deva Narayanan         | Priyadarshan                      | Tamoul               | Apparence spéciale                                                                    |
| 2003  | Priyamaana Thozhi                      | Ashok                  | Vikraman                          | Tamoul               |                                                                                       |
| 2003  | Jay Jay                                | Jagan                  | Saran                             | Tamoul               |                                                                                       |
| 2004  | Aethirree                              | Subramani              | K. S. Ravikumar                   | Tamoul               |                                                                                       |
| 2004  | Aayitha Ezhuthu                        | Inbasekar              | Mani Ratnam                       | Tamoul               | Prix Filmfare du meilleur acteur dans un second rôle                                  |
| 2004  | Nothing but Life                       | Thomas Roberts         | Rajiv Anchal                      | Anglais              |                                                                                       |
| 2005  | Made in USA                            | Thomas Roberts         | Rajiv Anchal                      | Malayalam            |                                                                                       |
| 2005  | Priyasakhi                             | Sandhana Krishnan      | K. S. Adhiyaman                   | Tamoul               |                                                                                       |
| 2005  | Ramji Londonwaley                      | Ramji                  | Sanjay Dayma                      | Hindi                | Scénariste                                                                            |
| 2006  | Rang De Basanti                        | Ajay Rathod            | Rakeysh Omprakash Mehra           | Hindi                |                                                                                       |
| 2006  | Thambi                                 | Thambi Velu Thondaiman | Seeman                            | Tamoul               |                                                                                       |
| 2006  | Rendu                                  | Sakthi, Kannan         | Sundar C.                         | Tamoul               |                                                                                       |
| 2007  | Guru                                   | Shyam Saxena           | Mani Ratnam                       | Hindi                |                                                                                       |
| 2007  | That Four-Letter Word                  | Lui-même               | Sudhish Kamath                    | Anglais              | Apparence spéciale                                                                    |
| 2007  | Delhii Heights                         | Lui-même               | Anand Kumar                       | Hindi                | Apparence spéciale                                                                    |
| 2007  | Aarya                                  | Aarya                  | Balasekaran                       | Tamoul               |                                                                                       |
| 2007  | Evano Oruvan                           | Sridhar Vasudevan      | Nishikant Kamat                   | Tamoul               | Scénariste et producteur                                                              |
| 2008  | Vaazhthugal                            | Kadhiravan             | Seeman                            | Tamoul               |                                                                                       |
| 2008  | Mumbai Meri Jaan                       | Nikhil Agarwal         | Nishikant Kamat                   | Hindi                |                                                                                       |
| 2008  | Tipu Kanan Tipu Kiri                   | Lui-même               | Sharad Sharan                     | Malayalam            | Apparence spéciale                                                                    |
| 2009  | Yavarum Nalam                          | Manohar                | Vikram Kumar                      | Tamoul               |                                                                                       |
| 2009  | 13B                                    | Manohar                | Vikram Kumar                      | Hindi                |                                                                                       |
| 2009  | Guru En Aalu                           | Guru                   | Selva                             | Tamoul               |                                                                                       |
| 2009  | Sikandar                               | Rajesh Rao             | Piyush Jha                        | Hindi                |                                                                                       |
| 2009  | 3 Idiots                               | Farhan Qureshi         | Rajkumar Hirani                   | Hindi                |                                                                                       |
| 2010  | Om Shanti                              | Maddy                  | Prakash Dantuluri                 | Télougou             | Apparence spéciale                                                                    |
| 2010  | Teen Patti                             | Shantanu Biswas        | Leena Yadav                       | Hindi                |                                                                                       |
| 2010  | Jhootha Hi Sahi                        | Kabir                  | Abbas Tyrewala                    | Hindi                | Apparence spéciale                                                                    |
| 2010  | Manmadan Ambu                          | Madanagopal            | K. S. Ravikumar                   | Tamoul               |                                                                                       |
| 2011  | Tanu Weds Manu                         | Manoj 'Manu' Sharma    | Aanand L. Rai                     | Hindi                |                                                                                       |
| 2012  | Vettai                                 | Inspector Thirumurthy  | N. Lingusamy                      | Tamoul               |                                                                                       |
| 2012  | Jodi Breakers                          | Sid Khanna             | Ashwini Chaudhary                 | Hindi                |                                                                                       |
| 2013  | Taak Jhaank                            | Sanjay                 | Rituparno Ghosh                   | Hindi                |                                                                                       |
| 2014  | Akeli                                  | Avinash                | Vinod Pande                       | Hindi                | Sorti sur YouTube                                                                     |
| 2015  | Tanu Weds Manu: Returns                | Manoj 'Manu' Sharma    | Aanand L. Rai                     | Hindi                |                                                                                       |
| 2015  | Night of the Living Dead: Darkest Dawn | Tom                    | Krisztian Majdik Zebediah De Soto | Anglais              |                                                                                       |
| 2016  | Irudhi Suttru                          | Prabhu Selvaraj        | Sudha Kongara                     | Tamoul               | Prix Filmfare du meilleur acteur - Tamoul                                             |
| 2016  | Saala Khadoos                          | Adi Tomar              | Sudha Kongara                     | Hindi                | Producteur                                                                            |
| 2017  | Vikram Vedha                           | Inspector Vikram       | Pushkar–Gayathri                  | Tamoul               | Filmfare Critics Award du meilleur acteur Sud                                         |
| 2017  | Magalir Mattum                         | Surendhar              | Bramma                            | Tamoul               | Apparence spéciale                                                                    |
| 2018  | Savyasachi                             | Arun                   | Chandoo Mondeti                   | Télougou             |                                                                                       |
| 2018  | Zero                                   | Kartik Srinivasan      | Aanand L. Rai                     | Hindi                |                                                                                       |
| 2020  | Nishabdham                             | Antony Gonsalves       | Hemant Madhukar                   | Télougou             |                                                                                       |
| 2020  | Silence                                | Antony Gonsalves       | Hemant Madhukar                   | Tamoul               |                                                                                       |
| 2021  | Maara                                  | Manimaaran (Maara)     | Dhilip Kumar                      | Tamoul               |                                                                                       |
| 2022  | Rocketry: The Nambi Effect             | Nambi Narayanan        | Madhavan                          | Tamoul Hindi Anglais | Réalisateur, producteur et scénariste Filmfare Critics Award du meilleur acteur – Sud |
| 2022  | Dhokha: Round D Corner                 | Yathaarth Sinha        | Kookie Gulati                     | Hindi                |                                                                                       |

## Télévisions

### Documentaires
| Année | Film             | Rôle     | Langue  | Diffusion                                 |
| ----- | ---------------- | -------- | ------- | ----------------------------------------- |
| 2008  | Herova? Zerova?  | Lui-même | Tamoul  | Tamil Nadu Department of Higher Education |
| 2011  | Big in Bollywood | Lui-même | Anglais | Cinterra Entertainment                    |
| 2018  | Mega Icons       | Hôte     | Anglais | National Geographic                       |

### Séries télévisées
| Année       | Titre                 | Rôle           | Langue  | Diffusion                     | Notes                             |
| ----------- | --------------------- | -------------- | ------- | ----------------------------- | --------------------------------- |
| 1993        | Yule Love Story       | Crook          | Hindi   | Zee TV                        |                                   |
| 1993 – 1997 | Banegi Apni Baat      | Ashley         | Hindi   | Zee TV                        |                                   |
| 1995        | A Mouthful of Sky     |                | Anglais | DD National                   |                                   |
| 1995        | Suhana Safar          |                | Hindi   | Zee TV                        |                                   |
| 1996        | Yeh Kahan Aa Gaye Hum | Raj Parmar     | Hindi   | Zee TV                        |                                   |
| 1996        | Badalte Rishtey       | Abhilash Verma | Hindi   | DD National                   |                                   |
| 1996        | Hum Dono              | Rahul          | Hindi   | Sahara One                    |                                   |
| 1996 – 1997 | Aarohan               | Shammi         | Hindi   | DD National                   |                                   |
| 1997        | Raj Kahani            | Aditya / Mungi | Hindi   | DD National                   |                                   |
| 1997        | Neeyat                |                | Hindi   | Zee TV                        |                                   |
| 1997        | Jeene Bhi Do Yaaro    |                | Hindi   | Sony SAB                      |                                   |
| 1997 – 1998 | Ghar Jamai            | Subodh         | Hindi   | Zee TV                        |                                   |
| 1997 – 1998 | Sea Hawks             | Preet          | Hindi   | DD Metro                      |                                   |
| 1997        | Kabhie Kabhie         |                | Hindi   | Star Plus                     |                                   |
| 1998        | Saaya                 | Shekhar        | Hindi   | Sony Entertainment Television |                                   |
| 2000        | Rishtey               | Sameer         | Hindi   | Zee TV                        | Apparence dans le segment Kashish |
| 2009        | CID                   | Madhavan       | Hindi   | Sony Entertainment Television | Apparence spéciale                |

### Émissions de télévision
| Année       | Titre           | Rôle | Langue  | Diffusion                     | Notes                         |
| ----------- | --------------- | ---- | ------- | ----------------------------- | ----------------------------- |
| 1997        | Tol Mol Ke Bol  | Hôte | Hindi   | Zee TV                        | Jeu télévisé                  |
| 2005 – 2006 | Deal Ya No Deal | Hôte | Hindi   | Sony Entertainment Television | Jeu télévisé                  |
| 2010        | Big Money       | Hôte | Hindi   | Imagine TV                    | Jeu télévisé                  |
| 2018        | The Final Table | Juge | Anglais | Netflix                       | Episode 5; Émission culinaire |

### Web series
| Année | Titre   | Rôle                       | Langue | Diffusion          | Notes |
| ----- | ------- | -------------------------- | ------ | ------------------ | ----- |
| 2018  | Breathe | Denzel Mascarenhas (Danny) | Hindi  | Amazon Prime Video |       |

## Récompenses

### Filmfare Awards South
- 2000: Prix Filmfare pour le meilleur début masculin du Sud pour Alaipayuthey
- 2004: Prix Filmfare du meilleur acteur dans un second rôle pour Aayitha Ezhuthu
- 2016: Prix Filmfare du meilleur acteur - Tamoul pour Irudhi Suttru
- 2017: Filmfare Critics Award du meilleur acteur Sud pour Vikram Vedha

### Tamil Nadu State Film Awards
- 2002: Tamil Nadu State Film Award du meilleur acteur pour Kannathil Muthamittal
- 2002: Tamil Nadu State Film Award du meilleur acteur pour Run
- 2003: Tamil Nadu State Film Award du meilleur acteur pour Anbe Sivam

### IIFA Utsavam
- 2016: Meilleur acteur pour Irudhi Suttru

### Prix des films internationaux du sud de l'Inde
- 2016: Prix du choix du meilleur acteur pour Irudhi Suttru

### Médaille d'or de Behindwoods
- 2016: Prix spécial du jury pour Irudhi Suttru